# Psydrax montanum
Espèce
Classification phylogénétique
Statut de conservation UICN

 VU  : Vulnérable

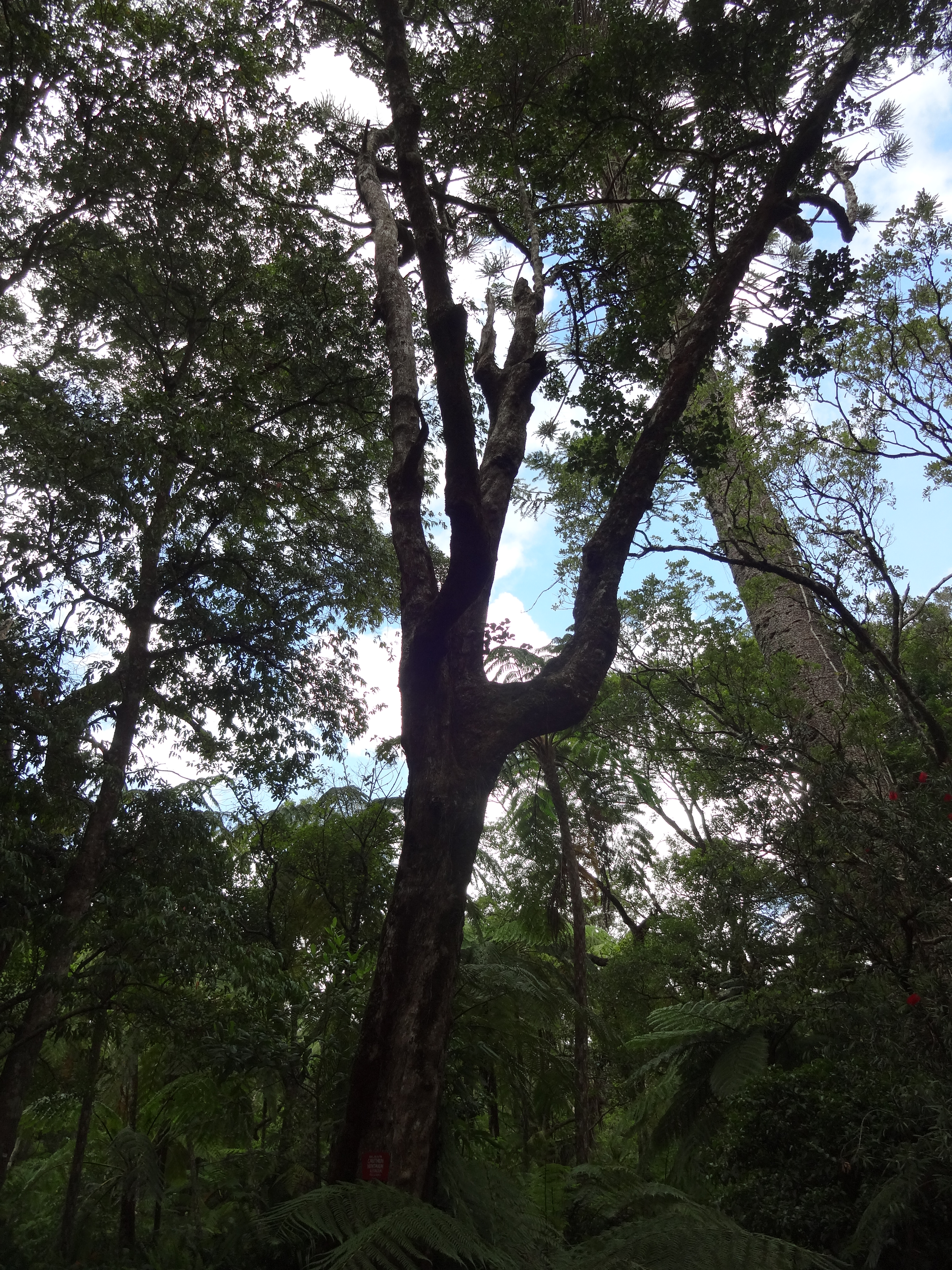
Psydrax montana au Hakgale Botanical Garden.

Psydrax montanum est une espèce de plante du genre Psydrax de la famille des Rubiaceae.